# Centropogon beniteziae
Centropogon beniteziae là loài thực vật có hoa trong họ Hoa chuông. Loài này được Lammers mô tả khoa học đầu tiên năm 2002.